# Đ
Đ je črka (ustrezna mala črka je đ), ki se pojavlja v abecedah naslednjih jezikov: srbohrvaščina (in seveda vse njene različice: bošnjaščina, hrvaščina, srbščina), vietnamščina, severna samščina. V standardu Unicode ima Đ kodo U+0110, đ pa U+0111. V hrvaščini in srbščini se imenuje tudi mehki đ za razliko od trdega dvoznakovnega dž. Tako na primer v srbščini  razlikujejo đak (dijak) in džak (vreča).
V slovenščini jo zamenjujemo (transkripcija) z dj, npr. Đorđević -> Djordjevič, če pa besedo podomačimo, pa tudi z dž (đuveč -> džuveč) 
- Ð (eth) je tudi črka v islandščini in ferščini ter v stari angleščini. Ima kodo U+00D0, mala črka ð pa U+00F0. Je simbol kriptovalute dogecoin.

- Ð je črka v vietnamščini, označuje slovenski glas D.

- Ɖ s kodo U+0189 predstavlja veliko afriško črko D.